# مقاطعة ديسوتو (لويزيانا)
مقاطعة ديسوتو (بالإنجليزية: DeSoto Parish, Louisiana)‏ هي إحدى مقاطعات ولاية لويزيانا في الولايات المتحدة. تأسست سنة 1843، وتبلغ مساحتها 2317 كم2، بلغ عدد سكانها 26656 نسمة في عام 2010 حسب إحصاء مكتب تعداد الولايات المتحدة وتصل الكثافة السكانية فيها 11 نسمة/كم2.

## أعلام
- ميلتون جوزيف كونينغهام
- هنري مارشال

## وصلات خارجية
- United States Counties